# Glaucophyta

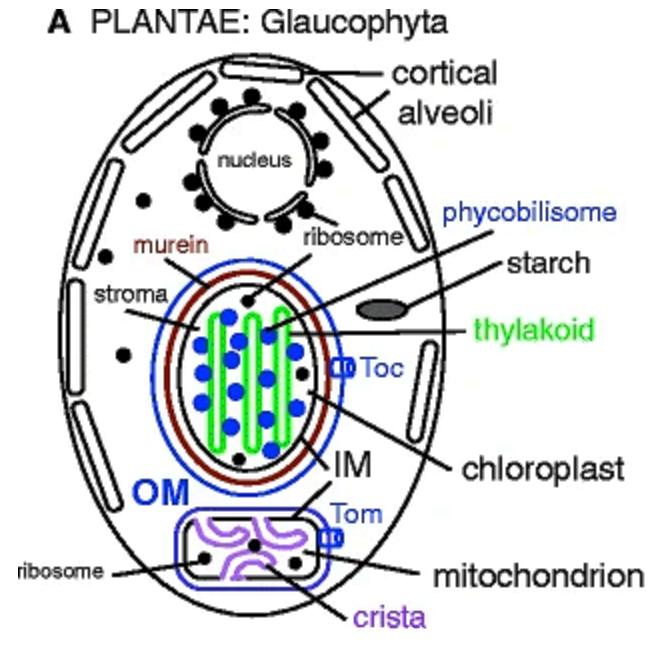
Estrutura de uma célula de glaucófita (Thomas Cavalier-Smith, 2017).

Glaucophyta (do grego: γλαυκός, glaucos, azul-esverdeado; e φυτόν, phyton, planta) é um pequeno grupo de algas de água doce, considerada no nível taxonómico de divisão, que se distingue devido à presença de cianelas, um tipo de cloroplastos que retêm características típicas das cianobactérias e estão ausentes dos plastos do resto das algas e plantas (por exemplo, possuem uma parede residual de peptidoglicano e carboxissomas). As glaucófitas são, juntamente com as plantas verdes (Chloroplastida ou Viridiplantae) e as algas vermelhas (Rhodophyceae), uma das três linhas básicas de desenvolvimento dos Archaeplastida, pelo que provavelmente existem desde o Arqueano como um grupo separado. Na sua presente circunscrição taxonómica, a divsão é um táxon monotípico tendo como única classe Glaucophyceae, com 3 ordens, cerca de 8-9 géneros e mais de 25 espécies descritas.

## Descrição
As glaucófitas, também conhecidos como glaucocistófitos ou glaucocistídeas, são um pequeno grupo de algas unicelulares (monadais) encontrados entre o fitoplâncton de habitats de água doce e em ambientes terrestres húmidos, sendo na atualidade bem menos comuns do que foram no Proterozoico. Apesar de serem organismos unicelulares, por vezes formam pequenas colónias de algumas células, não diferenciadas entre si, envoltas por uma matriz extracelular comum.
O número conhecido de espécies incluídas no grupo varia de 14 a 26. Com as algas vermelhas (Rhodophyta) e as algas verdes e plantas terrestres (Viridiplantae ou Chloroplastida), formam o clado Archaeplastida. No entanto, as relações filogenéticas entre as algas vermelhas, as algas verdes e as glaucófitas não são claras, em grande parte devido ao estudo limitado das glaucófitas.
As glaucófitas são de interesse para os biólogos que estudam o desenvolvimento dos cloroplastos porque alguns estudos sugerem que esses organismos podem ser semelhantes ao tipo de alga original que deu origem a plantas verdes e algas vermelhas, ou seja, que os glaucófitos podem ser Archaeplastida basais. Ao contrário das algas vermelhas e verdes, as glaucófitas têm apenas reprodução assexuada.
Aceita-se que as plantas verdes (incluindo as algas verdes), as algas vermelhas (Rhodophyta) e os glaucófitos adquiriram os seus cloroplastos a partir de cianobactérias endossimbióticas. Os demais tipos de algas receberam os seus cloroplastos por endossimbiose secundária, isto é, endocitando um tipo de alga que já possuía um plasto. Se a hipótese que postula que os cloroplastos primários têm uma origem único está correcta, os glaucófitos poderiam ser os organismos mais próximos ao que originariamente endocitou a cianobactéria que se converteria em cloroplasto.
Estas algas possuem um só núcleo (em contraste com as Rhodophyta, que podem ter vários) e são unicelulares biflageladas. Os seus pigmentos fotossintéticos são,  além da clorofila "a", beta-carotenos, zeaxantinas e B-criptoxantina. Possuem mitocôndrias com cristas planas e realizam uma mitose aberta, sem centríolos. As formas móveis possuem dois flagelos desiguais, que podem ter pelos finos e estar ancorados por um sistema de varias camadas de microtúbulos, que são similares aos encontrados em algumas algas verdes.

### Morfologia e fisiologia
A característica distintiva (e homónima) das Glaucophyta é a cor azul-esverdeada (glauca) característica dos seus organelos fotossintéticos, os plastídeos. Esta coloração resulta dos pigmentos de clorofila a associados aos característicos pigmentos acessórios deste grupo, as ficobilina, a C-ficocianina e a aloficocianina. Os pigmentos acessórios são organizados nos chamados ficobilissomas e aumentam a eficácia da fotossíntese, tornando utilizável um espectro mais amplo de comprimentos de onda de luz, formando estruturas frequentemente designadas por antenas fotossintéticas.
Estes plastídeos característicos das glaucófitas são conhecidos por 'muroplastos', 'cianoplastos' ou 'cianelas'. Ao contrário dos plastídeos em outros organismos, apresentam uma camada de peptidoglicano, que se acredita ser uma relíquia da origem endossimbiótica dos plastídeos a partir da inclusão cianobactérias no citoplasma destas algas.
O genoma das cianelas tem cerca de um décimo do tamanho do genoma das cianobactérias de vida livre, ou seja, tem a mesma ordem de grandeza do genoma dos cloroplastos.
As glaucófitas contêm o pigmento fotossintético clorofila a. Em conjunto com as algas vermelhas e com as cianobactérias, colectam luz via ficobilissomas, estruturas que consistem em grande parte de ficobiliproteínas. As algas verdes e as plantas terrestres perderam esse pigmento. Como as algas vermelhas, e em contraste com as algas e plantas verdes, as glaucófitas armazenam carbono fixo no citosol, pois tal como as plantas verdes, as Glaucophyta usam amido como um polissacarídeo de armazenamento, mas no citoplasma, e não dentro de plastídios como ocorre nas plantas verdes.
Como os das plantas verdes e algas vermelhas, os plastídios de Glaucophyta são circundados por duas membranas, e não por quatro como em muitos outros grupos de algas fotossinteticamente ativas que hoje pertencem ao agrupamento Ochrophyta dentro do clado Chromista (ou Stramenopiles). Essa diferença é interpretada no sentido de postular que nas Glaucophyta, como nos outros arqueplastídeos, uma cianobactéria originalmente de vida livre foi incorporada como endossimbionte numa célula heterotrófica originalmente incolor, enquanto nos Chromista a inclusão foi protagonizada por outra alga unicelular, ou seja, um organismo eucariótico, junto com os respetivos plastídios. A membrana celular desta alga unicelular e a vesícula que a absorveu durante a fagocitose formam as duas membranas adicionais. Historicamente, no entanto, a natureza dos plastídeos das Glaucophyta tem sido uma questão de debate. Alguns investigadores assumiram mesmo que resultou da absorção recente de uma cianobactéria independente das outras plantas, chegando mesmo as cianelas a serem descritas como espécies separadas. Na atualidade assume-se que os plastídeos de todos os Archaeplastida são homólogos entre si, ou seja, remontam à inclusão da mesma cianobactéria no início do Pré-Cambriano.
Os plastídeos das Glaucophyta apresentam invaginações da membrana celular denominadas tilacoides que não estão dispostas em pilha (como nas plantas verdes), compartilhando essa característica com as algas vermelhas. Ao contrário destas, no entanto, apresentam um revestimento fino de peptidoglicanos (ou mureína), o material estrutural característico da parede celular das bactérias. Ambas características são considerados como uma forma primordial que era comum ao grupo-tronco do clado Archaeplastida e foi perdida nas outras linhagens (uma plesiomorfia).
As glaucófitas também contêm organelos semelhantes a carboxissomas (também designados por corpos centrais ou centríolos), análogos dos organelos carboxissomas de algumas cianobactérias e protobactérias, embora se questione se estes organelos são realmente derivados de carboxissomas.
Existem células ou estágios com movimento ativo e sem movimento ativo. As células com movimentação ativa adquirem essa habilidade através de dois flagelos de diferentes comprimentos, os quais são recobertos por uma fina franja de pelos (fibrilas). As células sem movimento ativo são cercadas por uma parede celular, cujo principal componente é geralmente celulose.
Glaucophyta se reproduzem assexuadamente (via mitose), pelo que os estágios de propagação, dependendo da espécie, ocorrem tanto esporos flagelados e, portanto, movendo-se ativamente (os zoósporos), ou esporos sem movimento ativo (autosporos). A reprodução sexuada ainda não foi comprovada.
O género de ramificação mais basal é Cyanophora, que apresenta apenas um ou dois plastídios e mesmo assim, quando há dois, estão semi-conectados.
As glaucófitas apresentam mitocôndrias com cristae (cristas mitocondriais) achatadas e sofrem mitose aberta sem centríolo. As formas móveis têm dois flagelos desiguais, que podem ter pêlos finos e são ancorados por um sistema multicamada de microtúbulos, ambos semelhantes às formas encontradas em algumas algas verdes.

## Filogenia e classificação
Nenhuma das espécies de Glaucophyta é particularmente comum na natureza. As glaucófitas eram consideradas historicamente como parte da família Oocystaceae da ordem Chlorococcales. Após se estabelecer que estes organismos pertenciam a um filo distinto, durante muito anos a divisão Glaucophyta foi considerada monotípica, tendo Glaucophyceae Bohlin, 1901, como única classe. Esta classe era também um táxon monotípico tendo Glaucocystales Bessey com uma única ordem. A uma única família era Glaucocystaceae G.S.West, 1904, incluindo geralmente seis a oito géneros, com cerca de 20 espécies reconhecidas, sendo que dentro do género Glaucocystis se postulava a existência algumas espécies crípticas pois em cultura pura são conhecidas estirpes apenas geneticamente distintas e que não podem ser distinguidas morfologicamente.
Em conjunto com as algas vermelhas e o clado Viridiplantae (algas verdes e plantas terrestres), as glaucófitas formam o agrupamento designado por Archaeplastida, um grupo de organismos que apresentam plastídeos que podem compartilhar um ancestral comum único que estabeleceu uma associação endossimbiótica com uma cianobactéria. A relação entre os três grupos permanece algo incerta, embora estudos recentes sugiram que é mais provável que as glaucófitas tenham divergido primeiro:
|  | Glaucophyta                                                                    |
|  |                                                                                |
|  | \| \| Rhodophyta (algas vermelhas) \| \| \| \| \| \| Viridiplantae \| \| \| \| |
|  |                                                                                |
|  | Rhodophyta (algas vermelhas)                                                   |
|  |                                                                                |
|  | Viridiplantae                                                                  |
|  |                                                                                |

|  | Rhodophyta (algas vermelhas) |
|  |                              |
|  | Viridiplantae                |
|  |                              |

A alternativa que permite considerar que glaucófitas e algas vermelhas formam um clado, mostra-se menos plausível, mas não pode ser descartada.
A classificação interna das glaucófitas e o número de géneros e espécies que o grupo integra variam consideravelmente entre as fontes taxonómicas. De acordo com os dados genéticos, para os géneros para os quais os dados correspondentes estão disponíveis, é possível estabelecer o seguinte cladograma:

|  | Glaucocystis                                                |
|  |                                                             |
|  | \| \| Cyanoptyche \| \| \| \| \| \| Gloeochaete \| \| \| \| |
|  |                                                             |
|  | Cyanoptyche                                                 |
|  |                                                             |
|  | Gloeochaete                                                 |
|  |                                                             |

|  | Cyanoptyche |
|  |             |
|  | Gloeochaete |
|  |             |

|  | Glaucocystis                                                |
|  |                                                             |
|  | \| \| Cyanoptyche \| \| \| \| \| \| Gloeochaete \| \| \| \| |
|  |                                                             |
|  | Cyanoptyche                                                 |
|  |                                                             |
|  | Gloeochaete                                                 |
|  |                                                             |

|  | Cyanoptyche |
|  |             |
|  | Gloeochaete |
|  |             |

Uma filogenia das Glaucocystophyceae publicada em 2017 divide o grupo em três famílias e inclui cinco géneros, mas trabalhos sistemáticos posteriores elevaram as famílias ao nível taxonómico de ordem, resultando no seguintes cladograma:
|  | Cyanoptyche |
|  |             |
|  | Gloeochaete |
|  |             |

|  | Glaucocystopsis |
|  |                 |
|  | Glaucocystis    |
|  |                 |

|  | Cyanoptyche |
|  |             |
|  | Gloeochaete |
|  |             |

|  | Glaucocystopsis |
|  |                 |
|  | Glaucocystis    |
|  |                 |

|  | Cyanoptyche |
|  |             |
|  | Gloeochaete |
|  |             |

|  | Glaucocystopsis |
|  |                 |
|  | Glaucocystis    |
|  |                 |

|  | Cyanoptyche |
|  |             |
|  | Gloeochaete |
|  |             |

|  | Glaucocystopsis |
|  |                 |
|  | Glaucocystis    |
|  |                 |

Uma lista das espécies de glaucófitas descritas publicada pela primeira vez em 2018 tem as mesmas três subdivisões, tratadas como ordens, mas inclui mais cinco espécies possíveis não colocadas, produzindo um total de 14 a 19 espécies possíveis.
- Ordem Cyanophorales
  - Género Cyanophora – 5–6 espécies; móvel; carece de parede celular.
- Ordem Glaucocystales
  - Género Glaucocystis – 7–8 espécies; imóvel, apesar de conservar flagelos vestigiais muito curtos; com uma parede celular de celulose.
- Ordem Gloeochaetales
  - Cyanoptyche – 1 espécies; menos estudado dos 4 géneros.
  - Gloeochaete – 1 espécies; possui estágios móveis e imóveis; parede celular que não é composta por celulose.
- Outras possíveis espécies	 
  - ?Archaeopsis monococca Skuja
  - ?Chalarodora azurea Pascher
  - ?Glaucocystopsis africana Bourrelly
  - ?Peliaina cyanea Pascher
  - ?Strobilomonas cyaneus Schiller

Contudo, a AlgaeBase dividiu as glaucófitas em apenas dois grupos, colocando Cyanophora em Glaucocystales em vez de Cyanophorales (no entanto, a entrada foi datada de 2011). AlgaeBase inclui um total de 26 espécies dividida por 9 géneros:
- Glaucocystales
  - Chalarodora Pascher – 1 espécie
  - Corynoplastis Yokoyama, J.L.Scott, G.C.Zuccarello, M.Kajikawa, Y.Hara & J.A.West – 1 species
  - Cyanophora Korshikov – 6 espécies
  - Glaucocystis Itzigsohn – 13 espécies
  - Glaucocystopsis Bourrelly – 1 espécie
  - Peliaina Pascher – 1 espécie
  - Strobilomonas Schiller – 1 espécie
- Gloeochaetales
  - Cyanoptyche Pascher – 1 espécie
  - Gloeochaete Lagerheim – 1 espécie

Estão confirmadas por análise genética ou cultura os seguintes táxons:
- Glaucocystis Itzigs.
  - Glaucocystis nostochinearum
- Cyanophora Korshikov
  - Cyanophora paradoxa
  - Cyanophora biloba
- Gloeochaete Lagerh.
  - Gloeochaete wittrockiana
  - Gloeochaete protogenita
- Cyanoptyche, tendo como única espécie conhecida Cyanoptyche gloeocystis Pascher

Para os seguintes géneros não estão disponíveis nem culturas nem dados moleculares:
- Peliainia, com a única espécie conhecida Peliaina cyanea Pascher
- Steobilomonas, com a única espécie conhecida Strobilomonas cyaneus Schiller
- Glaucocystopsis, com a única espécie conhecida Glaucocystopsis africana Bourrelly
- Chalarodora, com a única espécie conhecida Chalarodora azurea Pascher